# Rildo de Andrade Felicissimo
Rildo de Andrade Felicissimo, noto anche solo come Rildo (San Paolo, 20 marzo 1989), è un calciatore brasiliano, attaccante svincolato.

## Caratteristiche tecniche
È una prima punta.